# An Bình, Vĩnh Long
An Bình là một xã thuộc tỉnh Vĩnh Long, Việt Nam. Đây là xã mới trên cơ sở sáp nhập toàn bộ diện tích 4 xã Cù lao An Bình bao gồm: An Bình, Bình Hòa Phước, Đồng Phú, Hòa Ninh.

## Địa lý
Xã An Bình có vị trí địa lý:
- Phía đông giáp xã Phú Phụng.
- Phía nam giáp các phường Tân Ngãi, Long Châu, Thanh Đức và xã Nhơn Phú, ranh giới là sông Cổ Chiên.
- Phía bắc giáp tỉnh Đồng Tháp, ranh giới là sông Mỹ Tho.

Xã An Bình có diện tích 61,84 km², dân số năm 2025 là 51.382 người, mật độ dân số đạt 830 người/km².

## Lịch sử hành chính
Ngày 16 tháng 6 năm 2025, Ủy ban Thường vụ Quốc hội ban hành Nghị quyết số 1687/NQ-UBTVQH15 của Ủy ban Thường vụ Quốc hội về việc sắp xếp các đơn vị hành chính cấp xã của tỉnh Vĩnh Long năm 2025. Theo đó, sắp xếp toàn bộ diện tích tự nhiên, quy mô dân số của các xã Hòa Ninh, Bình Hòa Phước, Đồng Phú và An Bình thành xã mới có tên gọi là xã An Bình.